# Conrad Freyberg

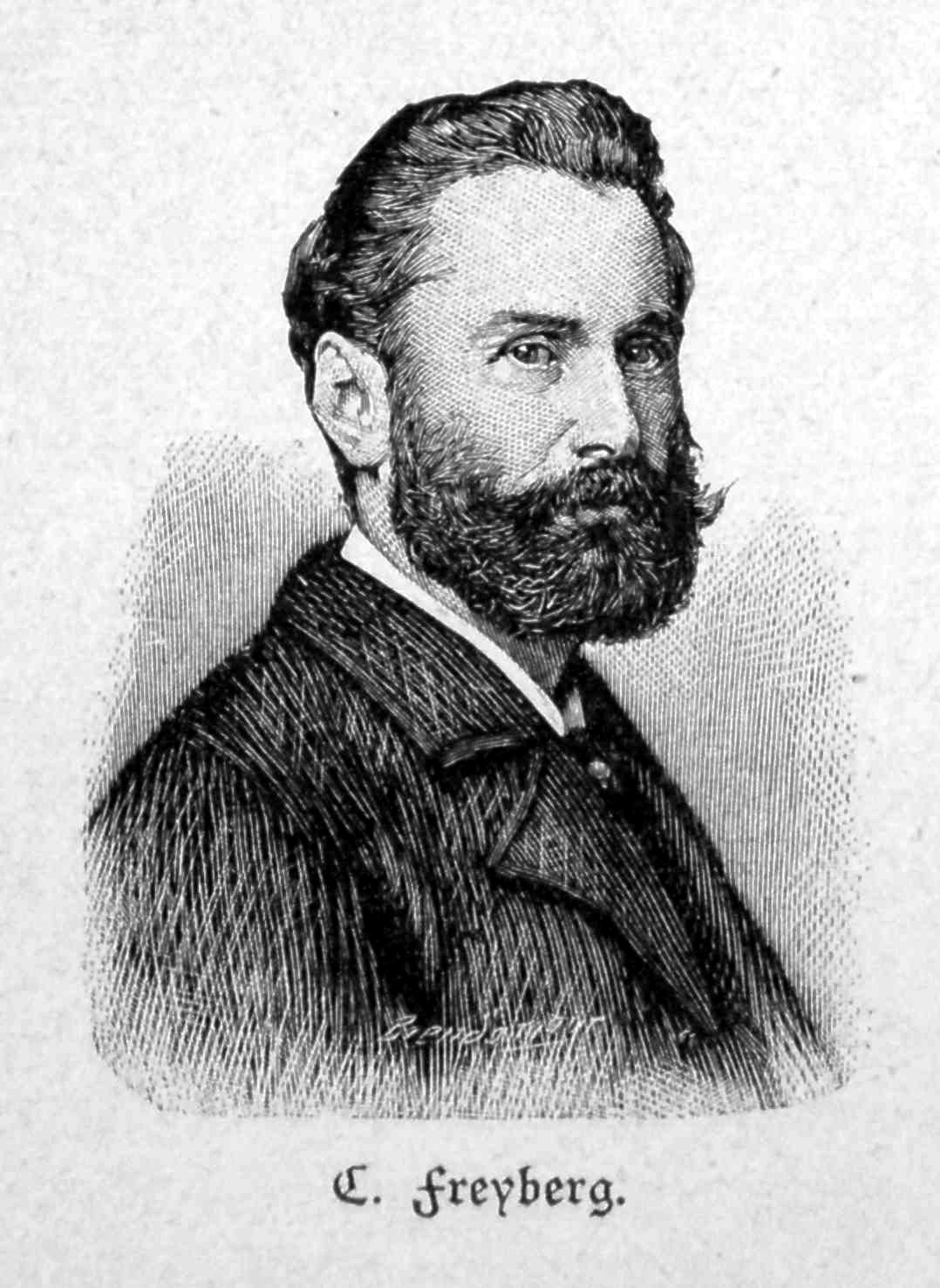
Conrad Freyberg

Conrad Freyberg (* 14. März 1842 in Stettin; † 16. Oktober 1915 in Berlin) war ein deutscher Maler und Bildhauer.

## Leben
Conrad Freyberg bildete sich auf der Berliner Kunstakademie und trat dann in das Atelier Carl Steffecks ein, nach dessen Vorbild er sich der Soldaten- und Pferdemalerei widmete. Er fand bald in dem einzelnen Reiterporträt wie in ganzen Reitergruppen in kleinerem Maßstab eine Spezialität, welche er mit großem Glück ausbildete, indem er Porträtähnlichkeit mit eleganter Darstellung verband.
Von da ging er zu noch figurenreicheren Schilderungen ruhiger Momente aus dem Deutsch-Französischen Krieg über, von denen Prinz Hohenlohe bei Clamart vor Paris, Ankunft des Prinzen Friedrich Karl von Preußen auf dem Schlachtfeld von Vionville, Übergabe von Metz (1877), die Fahnenparade vor Prinz Friedrich Karl (1883) und die Parade auf dem Longchamp vor Paris hervorzuheben sind.
Weniger glücklich ist er in naturgroßen Reiterbildnissen. Unter den kleineren Reiter- und Porträtgruppen sind die bedeutendsten: Prinz Karl von Preußen mit Gefolge vor Paris (1872), Ausritt des Prinzen Karl zur Parforcejagd (1876), Gruppe von Garde-du-Corps-Offizieren (1875) und Hofjagd in Letzlingen (1881). Gemeinsam mit Eugen Boermel schuf er 1901 das Prinz-Albrecht-Denkmal in Berlin-Charlottenburg.
Conrad Freyberg starb 1915 im Alter von 73 Jahren in Berlin. Beigesetzt wurde er auf dem Friedhof III der Jerusalems- und Neuen Kirche vor dem Halleschen Tor. Das Grab ist nicht erhalten.

## Werkauswahl

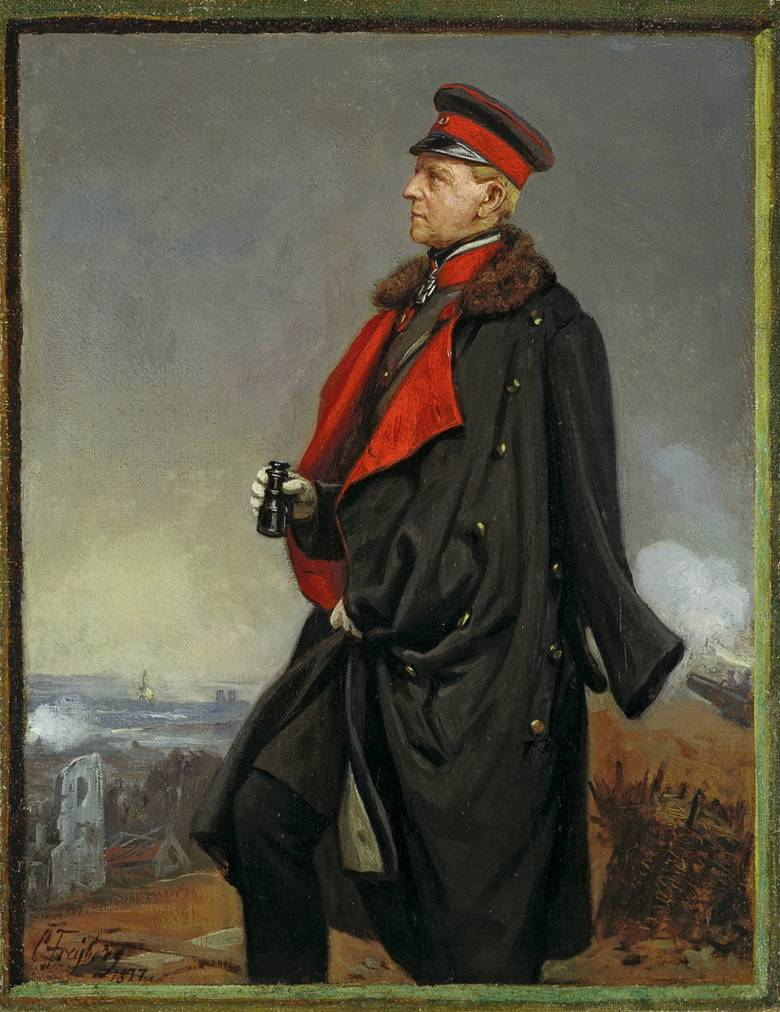
Helmuth Graf von Moltke (1877)
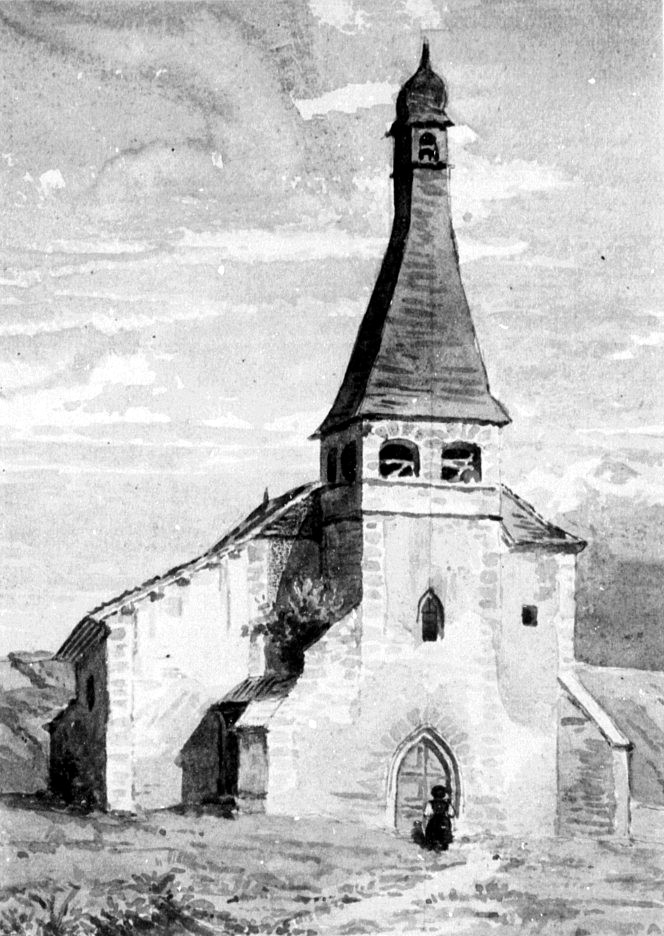
Kirche in Norwegen (zugeschriebene Studie)
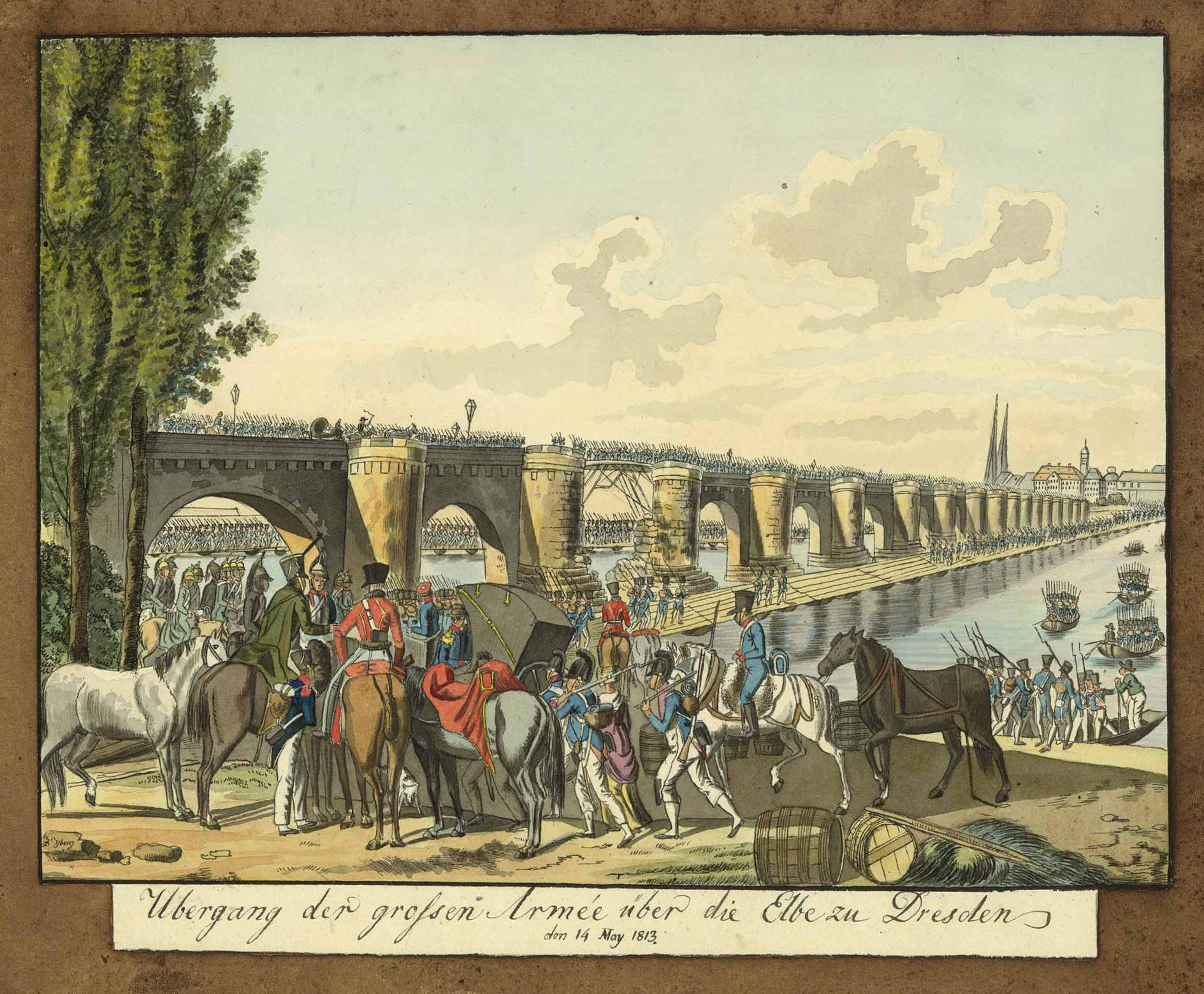
Übergang der Großen Armee über die Elbe in Dresden 1813
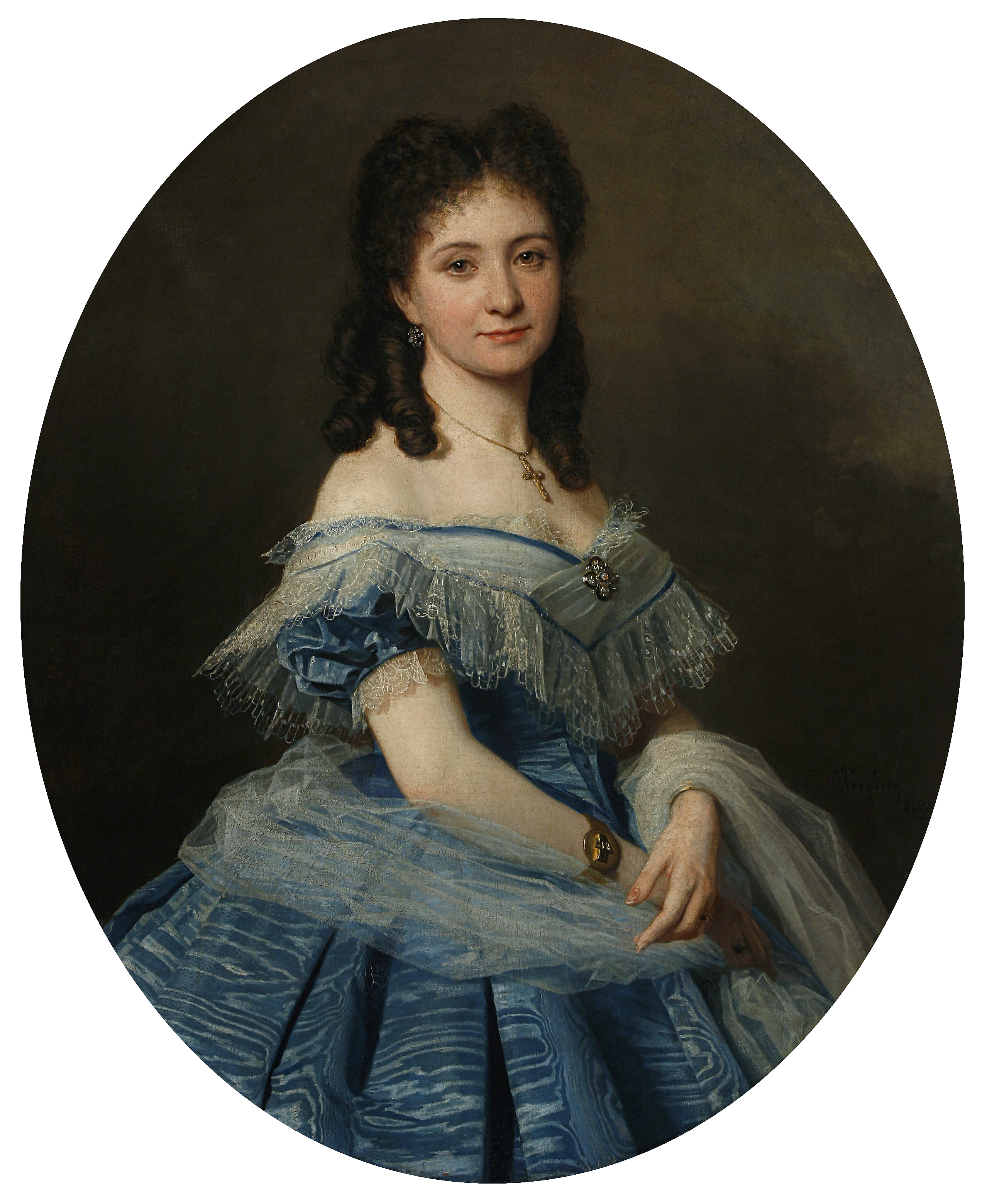
Opernsängerin Luise Limbach (1868)